# Matthew Pearl
Pour les articles homonymes, voir Pearl.
Matthew Pearl est un écrivain et universitaire américain, né à Fort Lauderdale.

## Biographie
Il est diplômé de littérature anglaise et américaine de Harvard  et diplômé de droit de Yale. Ses travaux sur Dante Alighieri lui ont valu en 1998 le prix Dante décerné par la Dante Society of America. Il réside à Cambridge dans le Massachusetts.

## Œuvre

### Série
- Le Cercle de Dante (2004) – Édition originale : The Dante Club (2003)
- The Dante Chamber (2018)

### Hors série
- L'Ombre d'Edgar Poe (en), 2009 – Édition originale : The Poe Shadow, 2006
- The Last Dickens (2009)
- The Technologists (2012)
- The Last Bookaneer (2015)